# Macitentan
Macitentan – wielofunkcyjny organiczny związek chemiczny stosowany jako lek sierocy w leczeniu nadciśnienia płucnego. Jest podwójnym antagonistą receptora endotelinowego (ERA). Został wyprodukowany w szwajcarskiej firmie farmacetycznej Actelion. W 2012 z powodzeniem zakończono badanie kliniczne III fazy. Lek został zatwierdzony przez Agencję Żywności i Leków (FDA) 13 października 2013 roku. Stwierdzono, że macitentan nie wykazuje lepszego niż placebo działania w leczeniu zespołu Eisenmengera.